# アンナーマライ大学
アンナーマライ大学 (Annamalai University) は、インドのタミル・ナードゥ州カダルール県チダンバラム東部近郊のアンナーマライ・ナガルにある大学である。
約1,700人の教員が所属し、84の学科が設置されている。

## 沿革
アンナーマライ大学は、慈善家であったアンナーマライ・セッティヤールにより1929年に創立された。1948年からは子のムッタイヤー・セッティヤール、1984年からは孫のM・A・M・ラーマスヴァーミが学長を務める。